# Felipe Benicio Navarro Aliguer
Felipe Benicio Navarro y Aliguer (el Grau de València, 24 de gener de 1774-Madrid, 26 de maig de 1847) va ser un advocat i polític valencià.

## Biografia
Llicenciat en dret, fou catedràtic d'economia política a la Universitat de València. En 1813 fou elegit diputat a les Corts de Cadis per València. tot i que la Cambra va anul·lar les eleccions. El 1814 fou nomenat jutge de primera instància a València. D'ideologia liberal exaltada, en 1817 participà en el pronunciament de Lacy amb Manuel Bertrán de Lis y Ribes i el frare i antic guerriller Ascensio Nebot, que en fracassar el va obligar a exiliar-se a Gibraltar Lima i París.
Després del pronunciament de Rafael del Riego tornà a Espanya. Fou elegit novament diputat a les Corts de 1820 i fou Ministre de Justícia sota la secretaria d'estat d'Evaristo Fernández de San Miguel (1822-1823). Amb l'arribada dels Cent Mil Fills de Sant Lluís s'hagué d'exiliar novament. A l'exili formà part de la Societat Maçònica Areópago, que el 1824 va intentar desembarcar a les costes andaluses per imposar un govern liberal.
Fou pare del periodista establert a Madrid Felipe Benicio Navarro y Reig.